# Robert Granjon
Pour les articles homonymes, voir Granjon.
Robert Granjon (* 1513 à Paris ; † 16 novembre 1589, ou mars 1590, à Rome), est un libraire, imprimeur, fondeur et graveur de caractères français. Il est surtout connu pour avoir introduit une nouvelle écriture typographique : les caractères de civilité.

## Biographie
Robert Granjon naît à Paris vers 1513. Fils du libraire Jean Granjon, il s'établit lui-même comme libraire à partir de 1539. Dès 1543, il est aussi connu comme graveur de caractères. Au cours de ses nombreux voyages, il se rapproche du milieu qui gravite autour de l'imprimeur lyonnais Jean de Tournes. Vers 1555, il s'installe à Lyon, où il épouse la fille de Bernard Salomon. 
En 1562, il quitte Lyon pour gagner Anvers où il s'établit au milieu des années 1560. Il travaille pour Christophe Plantin et Jacques Silvius.  
Il semble reprendre ses déplacements dans les années 1570, au cours desquelles on le rencontre à Lyon, Paris et Francfort.  
C'est en 1577 qu'il s'installe à Rome, où il travaille à la fabrication de caractères orientaux pour les livres des missionnaires catholiques : des caractères arméniens (1579), syriaques (1580), cyrilliques (1582) et arabes (entre 1580 et 1586). Il collabore avec Giambattista Raimondi, directeur scientifique de la Stamperia Medicea Orientale, et Domenico Basa, directeur technique de la Stamperia Vaticana, contribuant ainsi aux premières éditions imprimées dans certaines langues orientales. 

## Œuvre typographique

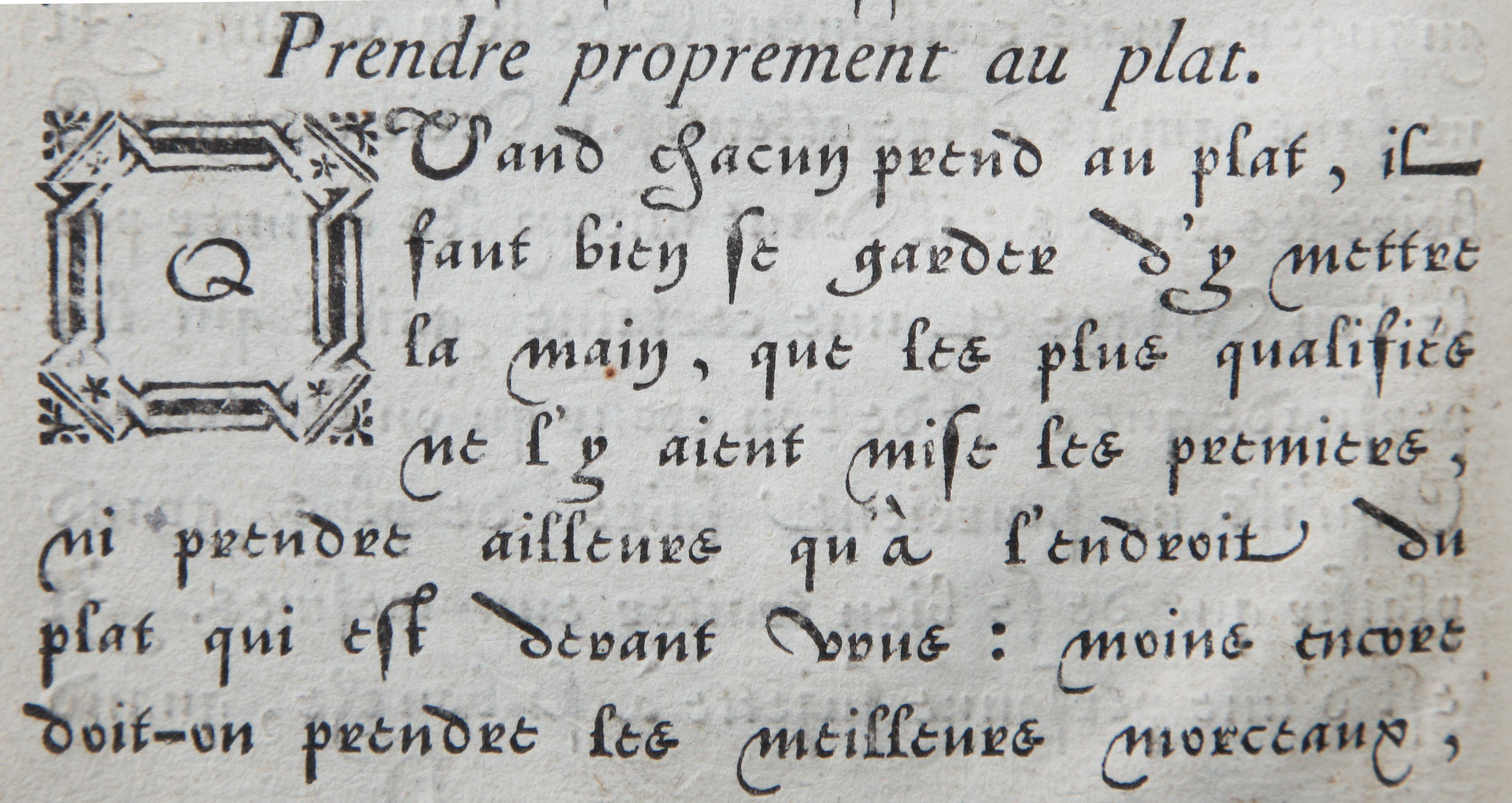
Caractères de civilité (ici, une copie utilisée au XVIIIe siècle).

Robert Granjon est aujourd'hui reconnu comme l'un des trois principaux graveurs de caractères français. Son œuvre eut autant d'influence que celle de Claude Garamont ou Pierre Haultin. Les recherches d'Hendrik Vervliet lui ont permis d'identifier près de 90 polices attribuables à Granjon : 30 italiques, 7 civilités, 9 grecques, 20 romains, 2 ou 3 caractères hébreux, des écritures orientales et des caractères musicaux.
Ses italiques, notamment, eurent une grande influence et seront commercialisées dans toute l'Europe jusqu'au XIXe siècle.
Il est surtout resté célèbre pour l'invention de la « lettre francaise d'art de main », appelées par la suite « caractère de civilité », qui reproduit la petite cursive gothique du milieu du XVIe siècle. Le premier livre imprimé avec ce type de caractères fut le Dialogue de la vie et de la mort de Ringhieri, en 1557. L'invention eut un tel retentissement que Granjon reçut du roi Henri II, le 26 décembre 1557, le privilège exclusif pour dix ans des « lettres françoises d'art de main ».

## Livres imprimés
- Alphabet, ou instruction Chrestienne pour les petis Enfans. Aveq plusieurs prieres, & sentences extraictes de la sainte Escriture, pour l'instructions des enfans, Lyon, Robert Granjon (1560), Lyon, Robert Granjon (1558). Le texte est entièrement imprimé dans une typographie conçue par Robert Granjon et utilisée pour la première fois en 1558. Granjon a appelé la police de lettres « lettre françoise d'art de main » mais, en raison de sa popularité pour les livres d'école, celle-ci est maintenant généralement connue comme la police de caractères Civilité.
- Alexandreidos Libri decem. Nunc primum in Gallia Gallicisque characteribus editi, Lyon, Robert Granjon (1558), par Gautier de Châtillon. C'est le premier texte latin à être entièrement imprimé dans la police Civilité. L'usage de la police Granjon de nouveau type, pour un texte latin, était projeté probablement afin de rendre cette police plus populaire.